# Gerald Wellesley
Gerald Valerian Wellesley (1809 - 17 septembre 1882) est un religieux de l'Église d'Angleterre qui est le doyen de Windsor. Il est aumônier domestique de la reine Victoria et joue un rôle consultatif majeur concernant les affaires personnelles de la famille royale.

## Biographie
Il est né à Londres, le troisième fils de Henry Wellesley (1er baron Cowley) (1773-1847), et sa première épouse, Lady Charlotte Cadogan (c.1781-1853), fille de Charles Cadogan (1er comte Cadogan), le couple divorce en 1810. Son père est le frère cadet du 1er duc de Wellington. Le 16 septembre 1856, à St Mary's, Bryanston Square, Londres, il épouse l'hon. Magdalen "Lily" Montagu (1831-1919), fille d'Henry Robinson-Montagu (6e baron Rokeby), et de sa femme, Magdalen Huxley. Leur seul enfant est un fils, décédé à l'âge de dix-huit ans en 1883.
Formé au Collège d'Eton et Trinity College, Cambridge (diplôme de maîtrise en 1830), il est ordonné en 1831 . Il vit à Stratfield Saye (1836-1854), et devient l'aumônier résident de la reine Victoria (en 1849), ce qui l'amène à être nommé doyen en 1854. Il est Lord High Almoner de 1870 à 1882.
Il est l'un des principaux confidents de la reine et lui sert souvent d'intermédiaire dans ses problèmes et ses conflits. Dans les nominations à l'église, il est sensible aux préférences de la reine : il évite de recommander la nomination de hauts ecclésiastiques ou d'abstinents. Il essaie d'identifier et de placer des ecclésiastiques qui sont également des hommes de haut rang dans les principales églises paroissiales. Il est politiquement non partisan, mais est un ami de William Gladstone. Il joue un rôle consultatif de premier plan dans la crise ministérielle de 1880 .
Wellesley est mort à Hazelwood, près de Watford, et est enterré dans la chapelle St George, à Windsor ; sa veuve est nommée « Femme supplémentaire de la chambre à coucher » en novembre 1882.
Son mémorial à Stratfield Saye est sculpté par George Gammon Adams .